# Фёдоровка (Тверская область)
Фёдоровка — деревня в Тверской области России. Входит в Кимрский муниципальный округ.

## География и транспорт
Деревня Фёдоровка по автодорогам расположена в 9 км к юго-западу от города Кимры, в 14 км от железнодорожной станции Савёлово, в 12 км от города Дубны, и в 144 км от МКАД.
Деревня окружена массивом мелколиственных и хвойных лесов. Почва в деревне в большинстве своем относится к супесям, во многих местах присутствуют значительные залежи торфа.
Ближайшие населенные пункты — деревни Святье, Губин Угол и Топорок.

## История
Первое упоминание о деревне Федоровка относится к 1569 г., когда она была в составе Губин-Угольской вотчины Старицкого Успенского монастыря.
Центром было село Губин-Угол, где находилась церковь Покрова Пресвятой Богородицы (Покровский храм), школа, открытая купцом Мартыновым в 1873 году, парк, сапожные артели. Основным занятием людей, в то время, было сапожничество.
Деревня Фёдоровка впервые появляется на карте Тверской губернии А. Менде 1853 г.
В 1931 г. деревня Фёдоровка вошла в состав Кимрского района Московской области.
В 1935 г. деревня вошла в состав новообразованной Калининской области.
В 1930 г. для занятия сельским хозяйством в деревне был создан колхоз им. Молотова, а в 1950 г. колхоз «Ленинский путь» (в 1963 г. переименован в «Пробуждение»).
С 1978 г. по 2006 г. деревня Фёдоровка была административным центром Фёдоровского сельского округа (ликвидирован в 2006 г.).
С 2005 до 2022 года деревня являлась административным центром Фёдоровского сельского поселения в Кимрском районе.

## Население
| 1859 | 2002 | 2010 |
| ---- | ---- | ---- |
| 289  | ↗326 | ↘299 |